# Сан Лоренсо (департамент)
Вижте пояснителната страница за други значения на Сан Лоренсо.
Сан Лоренсо (на испански: Departamento San Lorenzo) е департамент, разположен в аржентинската провинция Санта Фе с обща площ 1867 км2 и население 142 097 души (2001). Главен град е Сан Лоренсо.

## Административно деление
Департаментът е съставен от 9 общини и 6 града.